# Attagis gayi
Il tinocoride pettorossiccio (Attagis gayi Geoffroy Saint-Hilaire & Lesson, 1831) è un uccello della famiglia Thinocoridae dell'ordine Charadriiformes.

## Sistematica
Attagis gayi ha tre sottospecie:
- Attagis gayi gayi
- Attagis gayi latreilli
- Attagis gayi simonsi

## Distribuzione e habitat
Questo uccello vive in Sud America; in particolare la sottospecie A. g. gayi vive in Cile e Patagonia, A. g. latreilli in Ecuador e A. g. simonsi in Perù, Cile e Argentina nordoccidentale.